# うちの母ですが…
『うちの母ですが…』（うちのははですが）は、1995年4月20日から6月22日までテレビ朝日系列「木曜ドラマ」枠で放送されたテレビドラマ。主演は久本雅美。

## キャスト
- 花咲聖美：久本雅美

母を知らず、父とは幼少期に死別。近所の堂本酒店に引き取られて育った。のちに早弓を未婚で出産。　
- 花咲早弓：裕木奈江

聖美の娘。母同様に明るくバイタリティあふれる性格。　
- 栗原千里：伊藤かずえ
- 三田浩平：吉田晃太郎
- 立花香：白鳥智恵子
- 店長：日野陽仁
- 米咲愛理：磯野貴理子
- トミコ：森崎めぐみ
- 堂本鉄太郎：片岡鶴太郎

堂本家のひとり息子。聖美とは兄妹の様に育っている。終盤付近で借金を抱えてしまう。　
- 堂本貴子：久我美子

聖美の父の知人でもある酒屋経営者。聖美が早弓を抱えて路頭に迷った時は再び家に寄宿させている。　
- 堀内美佐：加賀まりこ

聖美の実母。しかし聖美が物心つく前に家を出る形で離婚し、消息不明となっていた。のちに聖美と早弓に対面するが、真実を告げられずに悩む。　
- 牧村亮：草刈正雄

## スタッフ
- 脚本：矢島正雄
- 演出：松本健、池添博、中野昌弘
- プロデュース：岩城利明
- 音楽：奥慶一
- 音楽監督：奥居香
- 主題歌：B-Wish「愛がなくちゃね」
- 挿入歌：裕木奈江「あいつの瞳」
- 制作：テレビ朝日

## 放送日程
| 各話                                                      | 放送日  | サブタイトル       | 視聴率 |
| --------------------------------------------------------- | ------- | ------------------ | ------ |
| 第1話                                                     | 4月20日 |                    | 9.3%   |
| 第2話                                                     | 4月27日 | ウッソォー         | 5.6%   |
| 第3話                                                     | 5月04日 | 年下の男の子       | 6.6%   |
| 第4話                                                     | 5月11日 | 母に捧げるバラード | 7.3%   |
| 第5話                                                     | 5月18日 | 我が良き友よ       | 4.0%   |
| 第6話                                                     | 5月25日 | 涙のミソ汁飯       | 4.2%   |
| 第7話                                                     | 6月01日 | 涙の告白           | 6.4%   |
| 第8話                                                     | 6月08日 | 涙の追い立て       | 5.7%   |
| 第9話                                                     | 6月15日 | 涙の父の日         | 5.9%   |
| 最終話                                                    | 6月22日 | 涙の旅立ち         | 6.2%   |
| 平均視聴率 6.1%（視聴率は関東地区・ビデオリサーチ社調べ） |         |                    |        |

- なお、山梨放送・福井放送・四国放送・高知放送が木曜ドラマのスポンサードネット（4局とも月曜22:00での遅れネット）をこの作品より開始している。これはそれまで4局が遅れネットしていた日曜20:00枠（最終番組は『TVダイジェスト』）が19:00からの2時間特番枠『ザ・スーパーサンデー』となったことによりネットする枠を変更したもの。このうち四国放送は『TVダイジェスト』までは土曜22:00でのネットだったが、それまで月曜22:00に遅れネットしていたテレビ朝日水曜21時枠刑事ドラマを土曜22:00に移動させ他の遅れネット3局と放送時間を統一している。